# Mimocyrtinoclytus
Mimocyrtinoclytus is een kevergeslacht uit de familie van de boktorren (Cerambycidae). De wetenschappelijke naam van het geslacht werd voor het eerst geldig gepubliceerd in 2010 door Sudre & Vives.

## Soorten
Mimocyrtinoclytus is monotypisch en omvat slechts de volgende soort:
- Mimocyrtinoclytus samuelsoni Sudre & Vives, 2010